# Volta a Llombardia 1906
La Volta a Llombardia 1906 fou la 2a edició de la Volta a Llombardia. Aquesta cursa ciclista organitzada per La Gazzetta dello Sport es va disputar l'11 de novembre de 1906 amb sortida i arribada a Milà després d'un recorregut de 197 km. 

La prova, íntegrament italiana, fou guanyada per Cesare Brambilla, de l'equip Otav per davant del seu company d'equip Carlo Galetti. Com l'any anterior, Luigi Ganna (Otav) torna a ser tercer.

## Classificació general
|    | Ciclista          | Equip      | Temps      |
| -- | ----------------- | ---------- | ---------- |
| 1  | Cesare Brambilla  | Otav       | 7h 28' 39" |
| 2  | Carlo Galetti     | Otav       | + 7"       |
| 3  | Luigi Ganna       | Otav       | + 4' 41"   |
| 4  | Mauro Gaioni      | Bianchi    | + 4' 58"   |
| 5  | Ernesto Ferrari   | Individual | + 32' 42"  |
| 6  | Clemente Canepari | Individual | m. t.      |
| 7  | Eberardo Pavesi   | Otav       | + 38' 49"  |
| 8  | Carlo Mairani     | Individual | + 55' 08"  |
| 9  | Carlo Bordoni     | Individual | + 55' 09"  |
| 10 | Mario Lonati      | Individual | m. t.      |